# Оливер Хартман
Оливер Хартман (на немски: Oliver Hartmann; роден на 28 юни 1970 г. в Рюселсхайм) е германски автор на песни, певец, продуцент и китарист.
Бил е вокал на пауър метъл групата „Ат Ванс“, работи в международни рок и метъл продукции с Edguy и „Рапсоди ъф Файър“, наред с други групи. Бил е член на групата в изпълненията на живо на „Авантейжа“ и ръководител на групата Hartmann.
На десетгодишна възраст Хартман започва да взема уроци по китара и на 13-годишна възраст основава първата си групи – Heat, носител на Rock Prize през 1989 г. От 18-годишна възраст все повече се концентрира върху пеенето. Китарист и водещ певец е в кавър банди с над 100 изпълнения годишно и опит в студийни и сценични продукции, записани на CD.
През 1997 г. основава групата Centers, която се развива в пауър метъл групата „Ат Ванс“ през 1999 г., с която успява да постигне международен успех. Групата издава 4 албума с него като вокалист, докато той се присъединява към италианската група Empty Tremor през 2003 г. Там записва албума The Alien Inside.
След една година напуска тази група и основава групата Hartmann, с която издава албума Out in the Cold през 2005 г. С групата той се отдалечава от метъла в музикално отношение, като изпълнението може да бъде приписано повече на мелодичния рок и рока, ориентиран към издаването на албуми (AOR). Групата свири като подгряваща група на Тото на някои концерти от европейското им турне през 2006 г. Групата издава още девет албума до 2023 г.
Гласът му може да бъде чут в международни продукции като: на Авантейжа, Genius и Aina, като хоров глас за Хамърфол, Хелоуин, Едгай и Iron Mask. Хартман е особено активен в бек вокалите, които са важни за пауър метъла. Той прави турне в Европа от 2012 до 2015 г. като китарист и певец на туровете Rock Meets Classic с Иън Гилън, Стив Лукатър и Робин Бек, наред с други.
Хартман става певец и китарист на трибют (изпълнители на кавъри) групата Pulse през 2024 г., след като напуска групата Echoes след повече от 20 години. Той също така е китарист и фонов певец на групата на живо Авантейжа в продължение на много години. Хартман свири на китарите Knaggs Guitars (собствен модел) и Mesa/Boogie и BluGuitar. Тобиас Самет обявява през октомври 2023 г., че Хартман вече няма да бъде част от групата на живо през следващата година.

## Дискография

### Hartmann
- Out in the Cold (2005)
- Home (2007)
- Handmade / Live in Concert (2008)
- 3 (2009)
- Balance (2012)
- The Best is yet to Come (2013)
- Shadows & Silhouettes (2016)
- Hands on the Wheel (2018)
- 15 Pearls and Gems (2020)
- Get Over It (2022)

### Centers
- Fortuneteller (1997)

### At Vance
- No Escape (1999)
- Heart of Steel (2000)
- Early Works (2001)
- Centers (2001)
- Dragonchaser (2001)
- Only Human (2002)

### Empty Tremor
- The Alien Inside (2004)